# Electratón
Un Electratón es un vehículo eléctrico tipo kart. Es impulsado por un motor eléctrico y batería comercial de plomo ácido o litio. Típicamente posee dimensiones similares a un kart pero el cubo de dimensiones máximas es del tamaño de un Smart Fortwo hasta donde empiezan las ventanas (250 x 200 x 100 cm como máximo). 
El objetivo de la carrera Electratón es lograr el mayor recorrido durante una hora, medido en vueltas. A partir de 2017 también se introdujeron algunas carreras de 30 minutos. Actualmente el campeonato es organizado por Incubadora de Tecnología A.C. (ITEAC). 

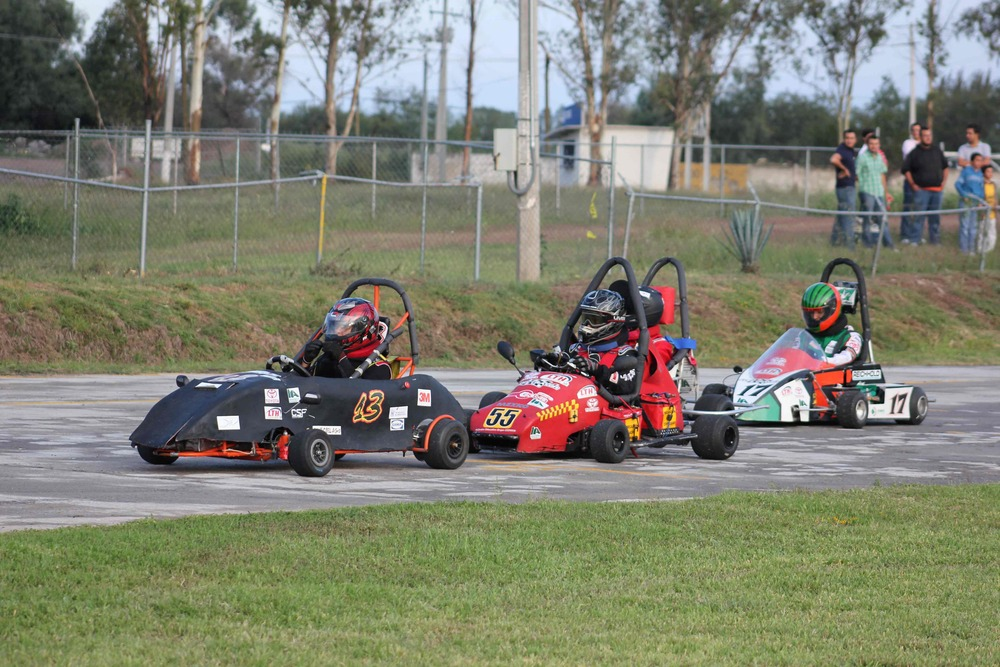
Electratones en acción

El Proyecto Electratón México originalmente promovía la categoría Formula Electratón Experimental (F/Ex). Esta categoría se conforma por vehículos eléctricos en su mínima expresión, optimizados y simplificados al máximo. De esta forma, su construcción es relativamente sencilla y bastante económica. Actualmente a esta categoría se le conoce como Electratón B. Por ello, esta categoría funciona como la herramienta pedagógica ideal para que los estudiantes se familiaricen con la tecnología de los vehículos eléctricos y, posteriormente, puedan desarrollar categorías más sofisticadas.
Actualmente se corren varias categorías abiertas a todo el público:
- (1995 - 2018) Electratón F/Ex: Un auto eléctrico en su mínima expresión (participantes desde 16 años de edad)
- (Desde 2018)  Electratón B: El concepto del F/Ex pero con más batería) (Limitado a 3.4 kW/h).
- (Hasta 2023) Electratón A: Un auto eléctrico con suspensión completa y sistema de frenos independiente (Limitado a 6 kW/h).
- (Desde 2024) Electratón Racer (RCR):  Mejoras sobre la categoría A, no se admiten baterías de plomo ácido, y se limita a 6kW/h.
- Hasta 2023, el formato de puntaje varió para las categorías A y B, siendo 84 el máximo de puntos por carrera para la categoría B y 100 para la A.

### Historia
La categoría F/Ex nació en Inglaterra en 1978. De ahí, llegó a Australia, Estados Unidos, Canadá y México, gracias a la ayuda de Steve Van Ronk, Global Light and Power, en 1993. Los lineamientos esenciales del Reglamento internacional de diseño y competencia de la categoría F/Ex, son la seguridad e incentivar la inventiva. 

## Temporada 2023
La temporada 2023 de Electratón MX tuvo una sorpresa con la incorporación de ITESO Racing Team a la competencia, siendo el equipo novato, mismo que participaría en la categoría B.

### Primera Fecha (La Marquesa)
La primera fecha se disputó en el Kartódromo de La Marquesa el 10 de Junio de 2023, con la incertidumbre que trae un inicio de temporada, la mayoría de los equipos optaron por una configuración conservadora en la potencia del motor, tras una hora caótica de fallos técnicos y abandonos, el auto número 63 de Anáhuac Norte CDMX se alzó con la victoria de la Categoría A, mientras que el auto número 29 de ITESO Racing Team se llevó la victoria de la categoría B, teniendo un debut soñado en electratón 2023.
| Auto | Equipo                          | Categoría |
| ---- | ------------------------------- | --------- |
| 63   | Electratón Anáhuac México Norte | A         |
| 29   | Iteso Racing Team               | B         |

### Segunda Fecha (Cuautla)
La segunda fecha se disputó en el Kartódromo Internacional de Cuautla el 8 de Julio del mismo año, para este segundo encuentro, los equipos tuvieron el tiempo de analizar y comprender mejor el desempeño y comportamiento de sus monoplazas, tras una hora de carrera la bandera a cuadros llegó para el auto número 6 de la Salle CDMX en la categoría A y el 29 de ITESO Racing Team en la categoría B.
| Auto | Equipo            | Categoría |
| ---- | ----------------- | --------- |
| 6    | eRacing La Salle  | A         |
| 29   | Iteso Racing Team | B         |

### Tercera Fecha (León)
La tercera fecha tuvo cita en el Autódromo de Leon el 19 de agosto de 2023, una carrera completamente caótica con lluvia torrencial durante todo el día, tras bastantes horas de retraso y un esfuerzo sobrehumano por parte de la organización para despejar el agua estancada del circuito, la bandera verde cayó a las 20:30 horas, tras una hora de caos y fallos eléctricos por el agua la bandera a cuadros llegó para el auto numero 4 de La Salle Bajío en la categoría A y para el auto número 78 de LAMBS Racing en la categoría B.
| Auto | Equipo              | Categoría |
| 4    | Felinos de La Salle | A         |
| 20   | LAMBS Racing        | B         |

### Cuarta Fecha (La Marquesa)
La cuarta fecha del campeonato tuvo un giro inesperado de sucesos tras la cancelación por parte de la organización del Kartódromo Internacional KBR, tras días de debate, se optó por regresar al Kartódromo de La Marquesa, un cambio repentino de sede resultó en bastantes problemas para los equipos, ya que significó abandonar las configuraciones y reglajes se habían definido para el mencionado fin de semana. La bandera verde cayó a tempranas horas del 23 de septiembre y tras una hora de carrera, la bandera a cuadros llegó para el auto número 4 de La Salle bajío en la categoría A, obteniendo su segunda victoria al hilo y el auto 11 del IPN en la categoría B, siendo su primera de la temporada.
| Auto | Equipo              | Categoría |
| 4    | Felinos de La Salle | A         |
| 11   | Valdivia IPN        | B         |

### Quinta Fecha (Monterrey)
La quinta y última fecha se disputó el 20 de octubre en Santiago, Monterrey, misma carrera que representó una redención para algunos y una pesadilla para otros, tras un día de preparativos, la bandera verde cayó a las 19 horas, la ultima fecha de Electratón 2023 se encendió, los autos 4, 50 y 6 de la categoría A fueron los mas rápidos, mientras que en la categoría B, el auto 29 de ITESO Racing Team no tuvo competencia en su categoría, tras dos carreras complicadas con fallos mecánicos regresaron a la victoria de la categoría B sellando el campeonato, mientras que en la categoría A, se vivió un drama de ultima vuelta con la descalificación del ganador, el auto 6 tras realizar un sobrepaso bajo bandera amarilla en la última vuelta, otorgando la victoria a la Universidad de la Salle Bajío con el numero 4 para sellar el campeonato de la categoría A.
| Auto | Equipo              | Categoría |
| 4    | Felinos de La Salle | A         |
| 29   | Iteso Racing Team   | B         |

| Auto | Equipo              | Categoría | Victorias | Podios | Pts |
| 4    | Felinos de La Salle | A         | 3         | 5      | 706 |
| 29   | Iteso Racing Team   | B         | 3         | 5      | 564 |

### Mexico ePrix 2024
Como cada año, Electratón formó parte del Mexico ePrix de la Fórmula E, la edición correspondiente a la temporada 2023 de Electratón fue el ePrix 2024, con sede en el Autódromo Hermanos Rodríguez del 11 al 13 de enero de 2024.
Las escuderías fueron citadas el jueves 11 de enero para comenzar con el montaje de cada uno de los pits, el viernes, se realizó la caminata de reconocimiento al circuito y la junta oficial de pilotos con la Federación Mexicana de Automovilismo Deportivo y la Federación Internacional del Automóvil, en la cual se establecieron las reglas en pista, así como el uso de banderas y la imposición de penalizaciones, se especificó que el ePrix 2024 no distinguiría categorías, significando que los autos de la categoría A y B correrían en la misma carrera, premiando a los primeros tres en cruzar la meta.
El sábado, la actividad en el Autódromo Hermanos Rodríguez comenzó a temprana hora, con el arribo de los pilotos a las 5:30 hrs para la realización de las pruebas médicas previas a la carrera, a las 7:30 hrs, la actividad en pits comenzó con la preparación de los monoplazas, mismos que fueron formados a las 8:20 hrs para la preparrilla.
| Posición | Escudería                 | Número | Categoría |
| -------- | ------------------------- | ------ | --------- |
| 1        | MKT Racing                | 20     | A         |
| 2        | Iteso Racing Team         | 29     | B         |
| 3        | Leones Blancos            | 69     | A         |
| 4        | Valdivia IPN              | 11     | B         |
| 5        | Felinos de La Salle       | 4      | A         |
| 6        | Electrum                  | 48     | A         |
| 7        | eRacing la Salle          | 6      | A         |
| 8        | Borregos SF racing Team   | 10     | A         |
| DSQ-DNS  | Leones Anahuac Mexico Sur | 21     | A         |
| DSQ-DNS  | Borregos CCM              |        | Racer     |

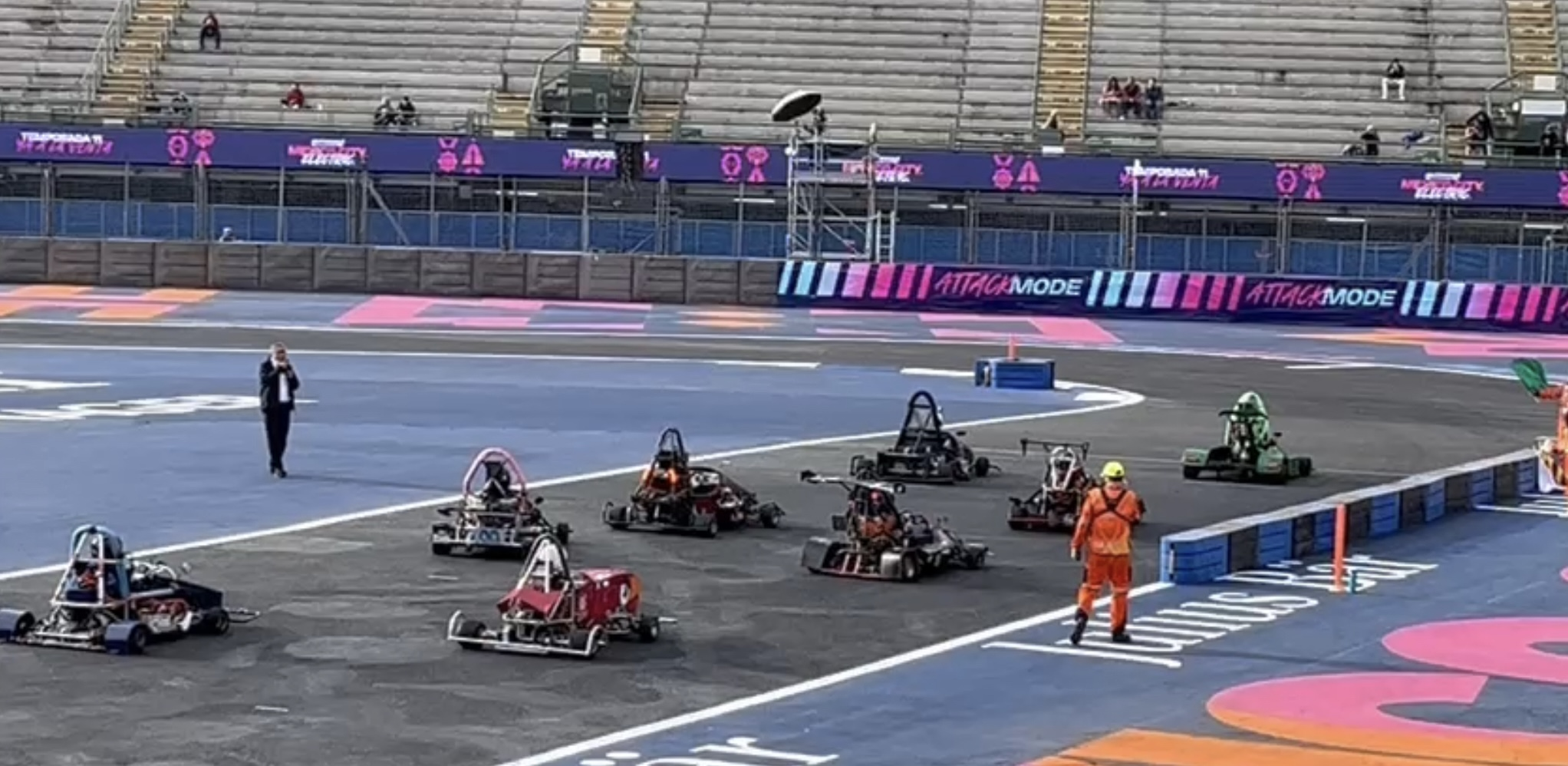
Arranque del México ePrix 2024

La bandera verde cayó a las 8:30 hrs, con dos vueltas de formación y el arranque de la carrera, en los primeros instantes, el auto 29 de ITESO Racing Team se colocó en la primera posición saliendo de la primera curva tras un correcto tiempo de reacción por parte de Daniel Aguilar, el auto #4 de Felinos de La Salle se colocó detrás habiendo arrancado en 5ta posición.
La primera vuelta terminó con el auto 29 de ITESO Racing Team en primera posición y el auto número 4 de Felinos de La Salle 3.2 segundos detrás, salió la bandera amarilla debido al auto #10 de Borregos SF Racing Team detenido en pista, lo que significó que todos los autos debían reducir su ritmo en un 50% y no se permitían los adelantamientos, un error de comunicación resultó en un sobrepaso del auto 4 sobre el 29 bajo estas condiciones, lo que resultó en una orden de devolución de posición inmediata, misma que no se efectuó.
La bandera verde volvió a caer en la vuelta 5, misma que vió un dramático adelantamiento de Daniel Aguilar en el auto 29 sobre el auto 4, extendiendo la frenada en la curva 2 y ganando el interior en una maniobra apretada, el auto 4 no cedió y mantuvo el ritmo, por las siguientes 4 vueltas, se mantuvo en giros similares manteniendo un intervalo de 2s al liderato, el tiempo se agotaba y a pocas vueltas del final de carrera se efectuó nuevamente una batalla entre ambos campeones de Electratón 2023, con una lanzada al interior del auto 29, el auto 4 intentó recuperar el liderato de la carrera, sin embargo, el cálculo no fue preciso y resultó en una colisión entre ambos líderes, misma que le costó a Felinos de La Salle un endplate del alerón delantero y la llanta trasera derecha al auto 29, la bandera amarilla se mostró debido a las piezas de fibra de carbono caídas en el circuito, momentos después, el auto 29 presentó humo en la parte trasera resultante de la colisión por una sobrecarga en el sistema de energía.
Los desastrosos resultados de la colisión obligaron a control de carrera a mostrar la bandera roja, debido al poco tiempo restante, se decidió no reanudar la sesión y se dio por finalizada, resultando en la primera victoria de un monoplaza de la categoría B en la historia de la competencia con ITESO Racing Team y Daniel Aguilar en el IRE-01, seguidos por el auto 4 de Felinos de La Salle y el auto 69 de Leones Blancos.
| Posición | Nombre         | Equipo              | Número | Dif       |
| -------- | -------------- | ------------------- | ------ | --------- |
| 1        | Daniel Aguilar | ITESO Racing Team   | 29     | Lider     |
| 2        | -              | Felinos de La Salle | 4      | +1,860    |
| 3        | -              | Leones Blancos      | 69     | +1 Vuelta |

La premiación se llevó a cabo en el paddock de la Fórmula E frente a más 30,000 personas.

## Electratón en México

### TONATIUH
En 1992, se inició en México el diseño y la construcción del Primer Auto Solar de Carreras Mexicano, TONATIUH. El proyecto, cuyo costo aproximado fue de US$350,000, estuvo patrocinado por importantes empresas e instituciones del país. Entre ellas destacan: IUSA, SEP, CONAE, NAFIN, IIUNAM, Mexicana de Aviación, TMM, etcétera.
TONATIUH representó a México en dos competencias internacionales de autos solares: SUNRAYCE '95 (Estados Unidos) y WORLD SOLAR CHALLENGE '96 (Australia).
En México, este vehículo realizó el recorrido Campeche-Xcaret (1997), participó en desfiles, rallies y exposiciones, convirtiéndose en un símbolo carismático para medios de comunicación y público de todas las edades.
En 1993, varios integrantes de la escudería TONATIUH crean el campeonato Electratón México y, para ello, a FÓRMULA SOL, S.C.
FÓRMULA SOL comienza por impartir cursos de diseño y construcción de vehículos eléctricos F/Ex, escribe un libro para el curso y en 1995 lanza el Primer campeonato nacional electratón en México.

### Segunda era
En el año 2005, el Coordinador del Foro Científico y Tecnológico pidió a Industria Nacional de Autopartes A.C. que se evitara la desaparición del Campeonato ELECTRATÓN MÉXICO, ya que los organizadores tenían otras responsabilidades y proyectos personales.
Industria Nacional de Autopartes A.C. (INA) se encargó de organizar el proyecto Electratón, uniendo una visión propia y la de los fundadores logrando un desarrollo inmerso en la industria automotriz. Promovió el desarrollo de capital humano idóneo para el sector y una cultura de excelencia entre los jóvenes mexicanos mediante el reto de competir a través de los diferentes procesos de creación de este proyecto e integrándolos a la industria.
Para el año 2008, se mostró un incremento de vehículos participantes en la zona centro. También, se inició la expansión del proyecto Electratón a nivel nacional, abriendo el campeonato regional en el Norte de México. Con esta medida, se ofreció un proyecto integrador a las Instituciones Educativas de la región, así como a profesionales y seguidores del automovilismo.
En el año 2012, se unificaron las zonas centro y norte de México para formar el primer campeonato nacional. En este campeonato participaban un promedio de 37 electratones. La intención de la Industria Nacional de Autopartes y los patrocinadores, es lograr una mayor participación de universidades y equipos particulares para lograr elevar el nivel de la competencia en todos los sentidos.
En 2013 una empresa armadora comenzó a patrocinar en gran medida el campeonato electratón y solicitó que se fabricaran autos más grandes y vistosos, y que el campeonato se convirtiera en una carrera exclusivamente para universidades. Los equipos privados en su mayoría formados por ex-participantes y sus familiares abandonaron el campeonato. El nivel de competencia y la cantidad de participantes comenzó a declinar porque autos eran mucho más costosos y no daba tiempo de desarrollarlos en las universidades.  
Al perder las escuderías privadas como Mastretta, Lozada, Libra, Electrogrupo, Taquión, Astiz-Pumas, que tenían bastantes campeonatos perfeccionando sus técnicas y autos, y compartiendo el conocimiento con los nuevos participantes, el efecto fue una mayor curva de aprendizaje para los nuevos equipos y los altos costos que implicaba aprender a desarrollar nuevos autos ya no alcanzaba para un semestre de universidad.

### Tercera era
En 2017 restando 3 escuderías universitarias, y ante la pérdida de interés por parte de los patrocinadores por la baja participación, la I.N.A. decide dejar de celebrar el campeonato. Al enterarse de esto Beatriz Padilla, quien formara parte del equipo organizador original, convocó a todos los ex-participantes para ver quién podía continuar con el proyecto.
Ese mismo año, las escuderías Libra y Electrogrupo, junto con más de 20 ex-participantes, el ya tradicional comentarista de las carreras Cesar Roy (Al Volante), y algunas universidades atienden al llamado. Finalmente Ricardo Rivas y Leopoldo Ramírez Mena toman las riendas del Proyecto Electratón y fundan la Incubadora de Tecnología A.C. bajo la cual comienzan a organizar nuevamente el campeonato. En palabras de Leopoldo "el Electratón debe poder seguir con, sin, y a pesar de la organización". Bajo ese concepto inicial, en 2017 se corren 3 carreras, y se decide separar la carrera en 2 categorías: A y B. La categoría B regresa a los autos mínimos que fueron exitosos en el mayor apogeo del Electratón y la categoría A retoma los autos existentes, pero los simplifica un poco para bajar costos y hacerlos accesibles para las universidades.
Para 2018 se integran al Campeonato Electratón varios ex-participantes más: Miguel Miranda (que viene de organizar SAE México), Sergio Banenelli y Roberto Ladrón de Guevara, quienes se dedican a anunciar por todo el país el resurgimiento del campeonato y sus beneficios. También se cierran convenios de colaboración con los principales Clusters de la industria automotriz y una veintena de patrocinadores, se admiten autos "vintage" que participaron en carreras anteriores para volver a "llenar la pista", invitando a que más gente se sume al campeonato. También se conserva el concpeto de que cualquier persona puede participar. 
Para la quinta carrera de 2018 se invita al equipo fundador del Electratón México y que también construyó el único auto solar transcontinental mexicano "Tonatiuh" a participar en el evento. El "Tonatiuh" es restaurado con baterías nuevas, y realiza una vuelta de demostración.
2019 Se celebran las 5 carreras y participan 16 escuderías, incluyendo una particular: Vetelia, que además de ser ex-participantes y fabrican bicicletas eléctricas para exportación. 
2020 Se corre la carrera de exhibición en Fórmula E, en el Foro Sol de la ciudad de México. Ese año no se corre ninguna carrera en pista debido a la pandemia de COVID-19, pero se agregan 2 variantes: ITEcup que consiste en fabricar un electratón a escala manejado por bluetooth derivado de un proyecto universitario de Sergio Banenelli, sobre una pista impresa, y debían mostrar su auto corriendo por videoconferencia, también se realizan carreras virtuales en videojuego y la final se celebra de manera presencial en simuladores de carrera en Querétaro. Adicionalmente, se crean eventos extracurriculares y se decide que Electratón debe participar en La Semana del auto eléctrico (NDEW), y con cursos en línea y presenciales exclusivos para los participantes. Las escuderías de Nissan eDams y Jaguar Racing de Fórmula E presentan conferencias por Zoom para los participantes.
2021 Ya en plena pandemia, sólo se corre una carrera demo en la Fórmula E, pero se llevan a cabo los campeonatos virtuales y a distancia, y todos los eventos en línea para los participantes. Se podría decir que es el único año desde 1995 que no se corrió el serial.
2022 "Back on track" vuelve a correrse presencialmente con 12 participantes inscritos, aunque sólo alcanzan a correr 10 autos terminados. Al campeonato se agregan puntos por fabricación y diseño, así como presentación oral del proyecto,  y se funda Electratón Club. Todos los participantes de electratón deben pagar una membresía, que les da acceso a cursos, conferencias, eventos y al campeonato, todo con valor curricular. 
2023 "Paving roads" se consolida nuevamente el campeonato. Y además se integra un sistema de organización desarrollado en Querétaro, México por Pandalatec con ITEAC, se comienza el desarrollo de un sistema mejorado para reemplazar el cronometraje con ayuda de la empresa Tronix de Chihuahua, México. Al campeonato se suma la categoría Electratón Racer (RCR) que es una versión de auto derivada de la categoría A pero más sencilla de transportar y permite 6kW/hr en baterías de Litio.

## Electratón Guatemala
En 1997 y 1998, FÓRMULA SOL organiza el campeonato ELECTRATÓN GUATEMALA '98, con la participación de 19 vehículos de las cuatro universidades más importantes de Guatemala.
LOGROS A LA FECHA
En noviembre del 2004, concluye el décimo campeonato nacional DELPHI Electraton México. Sumando, con ello, más de 70 carreras.
Los 12 cursos impartidos hasta la fecha a más de 600 personas se han traducido en la construcción de más de 250 vehículos ELECTRATÓN, cuyas escuderías han integrado un total aproximado de 1,700 personas.

## Algunas Instituciones educativas participantes

### En México
- ITESO Universidad Jesuita de Guadalajara ITESO.
- Universidad Autónoma del Estado de Puebla (UPAEP)
- ITESM Campus Querétaro
- ITESM campus Estado de México
- ITESM campus Monterrey
- ITESM campus Toluca
- ITESM campus Ciudad de México
- ITESM campus Santa Fe
- Universidad La Salle México (ULSA)
- Universidad La Salle Cuernavaca (ULSA-C)
- Universidad Nacional Autónoma de México (UNAM)
- Instituto Politécnico Nacional (IPN)
- Universidad Iberoamericana (UIA)
- Universidad de las Américas, Puebla (UDLA-P)
- Benemérita Universidad Autónoma de Puebla (BUAP)
- Universidad Autónoma de Colima
- CEDVA Tlanepantla
- CEDVA Morelia
- Colegio de Bachilleres, plantel 2 Iztapalapa
- Universidad Tecnológica de México (UNITEC)
- Centro de Estudios Universitarios Rudolph Diesel
- Universidad Anáhuac Norte
- Universidad Anáhuac Sur
- Universidad del Nuevo Mundo (UNUM)
- Universidad Autónoma Metropolitana (UAM)
- Instituto Tecnológico de Puebla (ITP)
- Universidad Tecnológica Emiliano Zapata (UTEZ)
- Universidad del Valle de México (UVM)
- Instituto Tecnológico de Mérida (ITM)
- Universidad Veracruzana (UV)
- Universidad Autónoma de Guadalajara (UAG)
- Universidad Modelo (Mérida)

### En Guatemala
•	Universidad del Valle de Guatemala
•	Universidad de San Carlos
•	Universidad Francisco Marroquín
•	Universidad Rafael Landívar

## Patrocinadores

### Algunos Patrocinadores en México
| Primera era | Segunda era                                                                           | Tercera era | Tercera era |
| --- | ------------------------------------------------------------------------------------- | --- | --- |
| - DELPHI - General Motors de México - Instituto de Ingeniería UNAM - SEP - RDS - CONAE - SAE México - The Body Shop - Mexico.com - Mobo Accesorios Celulares - Radio Surtidora - Dayama Tupperware - Aqua Nova - Transporte Eléctrico Alternativo - Zinergyx - LTH (Johnson controls) | Toyota Industria Nacional De Autopartes LTH (Johnson controls) Centro Dinámico Pegaso | - Arjessiger - Broxel - Earthgonomic - A3p - Gizbar - ExpertMe - FSPM - Kieken group - Coldwell Banker - AutoCluster Chihuahua - Rexite - Expo Eléctrica Internacional - Mundo Sustentable - SM8 - RBC International Logistics - NC Tech - Poliedro Urbano - Bosque Real Country Club - TAU Energía - ABB - FEMADAC - Primera Plus - Energy EV | - ABB - GEVA - INGENco Studio - NuQleo Querétaro - Inteliciencia Aplicada - Libra - Clamper - Suecia Car Interlomas - Suecia Car Querétaro - Pandalatec - Autos SS Querétaro - SEJUVE Querétaro - Grupo Badesa - Radio Surtidora - E·Point - Hotel Misión Monterrey - GoKarts Cancun |

### Patrocinadores Guatemala
- Banco Centroamericano de Integración Económica (BCIE)
- Consejo Nacional de Ciencia y Tecnología (CONCYT)
- KLM Cargo
- Acumuladores Víctor
- Kern's Kool Frut
- El Siglo News
- OSI de Guatemala
- Embajada de México en Guatemala
- Seguros Alianza

## Hoy día
Actualmente, está establecido un récord de velocidad promedio en pista de 84 km/h. Este record se logró en el ovalo del Centro Dinámico Pegaso en el campeonato zona centro en el 2011, con el auto #17 de la escudería de la Universidad de las Américas, Puebla. Los electratones de hoy en día presentan mejor desempeño y son más eficientes, demostrando así la capacidad de los participantes y de este tipo de tecnología.
También la Escudería CEDVA Tlanepantla logró una velocidad tope de 122Km/h con una versión temprana de su auto Fury 69 en el cuarto de milla del Autódromo de Monterrey el 13 de febrero de 2010.
INA, junto con sus patrocinadores, está convencida del beneficio que trae este proyecto a la sociedad mexicana. Piensan que, no solo promueve tecnologías limpias y respetuosas del medio ambiente, sino que ayuda a la formación del capital humano idóneo para el futuro de México.
Actualmente la Incubadora de Tecnología A.C. ha logrado que algunas universidades actualicen sus planes de estudios e incluyan actividades extracurriculares como Electratón como parte de sus materias formativas, logrando que los alumnos aprendan a trabajar en equipo, a resolver problemas reales contra tiempo, a utilizar en proyectos reales sistemas CAD, CAM y BIM que se utilizan en la industria, logrando aprendizajes que son imposibles de lograr sólo con la academia y la teoría. Una gran parte de la industria automotriz reconoce que los participantes de electratón suelen llegar mejor preparados para el mundo laboral debido a que ya enfrentaron en gran medida problemas reales que se presentan en la industria y tienen mejores capacidades analíticas para resolverlos.